# Наталија Баранскаја
Наталија Владимировна Баранскаја (рус. Наталья Владимировна Баранская; 31. јануар 1908 − 29. октобар 2004) била је совјетски писац кратких прича и романа. Баранскаја је своје приче писала на руском језику и стекла међународно признање за свој реалан приказ свакодневног живота совјетских жена.

## Биографија
Баранскаја је рођена 1908. године у Санкт Петербургу у Русији. Дипломирала је 1929. године на Московском државном универзитету са дипломама из филологије и етнологије. Ратна удовица постала је 1943. године, када је њен супруг умро у Другом светском рату. Имала је двоје деце и никада се више није удавала. Постдипломске студије је радила док је одгајала децу и радила у музејима. Радила је у Књижевном музеју и музеју Пушкина у Москви. Приче је почела да пише након што је изашла из музеја 1966, а прва прича објављена је 1968. у руском књижевном часопису Нови Мир. Умрла је 2004. у Москви у Русији.

## Објављени радови
Најпознатије дело Баранскаје је „Недеља као и свака друга“ (Неделя как неделя), новела објављена први пут у Новом Миру 1969. године. Ова прича заслужила је њено међународно признање. Објављена је у америчком часопису Redbook 1971. године под насловом „Будилник у ормарићу“, у преводу на енглески језик Беатрисе Стилман. Другачији превод Емили Лерман појавио се у The Massachusetts Review 1974. године, овог пута под насловом „Недеља као и свака друга недеља“, што је слободан превод изворног руског наслова новеле.
Новела „Недеља као и свака друга“ написана је као извештај о једној недељи у животу Олге Воронкове. Главни јунак је 26-годишња научна истраживачица и удата мајка двоје деце која жонглира са каријером и наизглед бескрајном листом обавеза код куће. Олга је у сталној журби и често је неиспавана. Њени дани почињу пре 6 сати ујутро, завршавају се након поноћи и толико су заузети да на крају сваког дана не може да нађе времена или енергије да поправи кукицу која јој је пала са грудњака. Присиљена је да размишља о свом свакодневном животу када се на послу суочи са обавезним „Упитником за жене“ - анкетом која тражи од Олге (и свих њених колегиница) да израчуна време проведено на кућним пословима, бризи о деци и слободном времену у једној недељи. Што се тиче категорије слободног времена, Олга се шали да јој је једини преостали хоби трчање: трчање ту и тамо, до продавнице и за аутобусом, увек са тешком торбом са намирницама у свакој руци. „Упитник за жене“ такође захтева од Олге да израчуна колико је радних дана пропустила у години, а осећа се самосвесно и кривом кад схвати да је изгубила 78 радних дана због тога што су јој син или кћерка били болесни. Новела представља детаљан и реалан поглед свакодневне реалности совјетских жена шездесетих година.
Баранскаја је објавила преко тридесет кратких прича и новела, од којих су се многе бавиле животима и проблемима совјетских жена. Поред објављивања прича у књижевним часописима, објавила је неколико збирки. Њене колекције су укључивале: Негативна Жизела (Отрицательнаа Жизель, 1977), Боја тамног меда (Цвет темного меду, 1977) и Жена са кишобраном (Женщина с зонтиком, 1981).
1989. године у Сједињеним Државама објављена је збирка од седам њених дела под насловом A Week Like Any Other: Novellas and Stories, у преводу Пита Монкса на енглески језик.  Живот запослених жена са децом понавља се у овим причама, које су први пут објављене на руском језику између 1969. и 1986. Баранскајин фокус скаче са лика на лик, а њене приче се развијају полако, кроз акцију и детаље. „Афера Петуњин“, испричано са мушке тачке гледишта, открива ситну страну совјетских бирократа, док „Лубка“ прати реформацију малолетног делинквента.